# Districtul Eichstätt
Districtul Eichstätt este un district rural (germană: Landkreis) din regiunea administrativă Bavaria Superioară, landul Bavaria, Germania.
Districtul cuprinde partea sudică a munților Fränkische Alb, munți de altitudine mică, care fac parte din munții Mittelgebirge. Râul Altmühl străbate districtul de la vest spre nord-est, cuprinzând zona centrală a regiunii geografice Altmühltal. La sud, Dunărea (după ce iese de pe teritoriul orașului Ingolstadt) străbate comunele Großmehring și Pförring. La nord-est districtul este străbătut de Canalul Rin-Main-Dunăre.

## Orașe și comune
| orașe 1. Beilngries (8.698) 2. Eichstätt (12.907) comune (târg) 1. Altmannstein (6.957) 2. Dollnstein (2.890) 3. Gaimersheim (10.956) 4. Kinding (2.473) 5. Kipfenberg (5.725) 6. Kösching (8.299) 7. Mörnsheim (1.667) 8. Nassenfels (1.835) 9. Pförring (3.500) 10. Titting (2.692) 11. Wellheim (2.754) | comune 1. Adelschlag (2.750) 2. Böhmfeld (1.632) 3. Buxheim (3.475) 4. Denkendorf (4.480) 5. Egweil (1.073) 6. Eitensheim (2.667) 7. Großmehring (6.410) 8. Hepberg (2.486) 9. Hitzhofen (2.775) 10. Lenting (4.805) 11. Mindelstetten (1.636) 12. Oberdolling (1.219) 13. Pollenfeld (2.814) 14. Schernfeld (3.069) 15. Stammham (3.550) 16. Walting (2.386) 17. Wettstetten (4.656) |